# Eadbald del Kent
Eadbald (... – 20 gennaio 640) regnò sul Kent dal 616 fino alla sua morte.
Era succeduto sul trono al padre Etelberto (Ethelbert). Dapprima rinunciò al battesimo, respinse il Cristianesimo e sposò la vedova paterna. Fu poi convertito da Lorenzo di Canterbury, richiamò Mellito e Giusto e costruì una chiesa a Canterbury (anche se lo storico D. P. Kirby sostiene che il passo di San Beda il Venerabile che parla di ciò è confuso, e che è molto più probabile che Eadbald sia stato convertito da Giusto).
Attorno al 635 Eadbald costruì il primo convento per monache d'Inghilterra (abbazia di Folkestone) per la figlia Eanswythe e le sue consorelle. Organizzò anche un matrimonio tra la sorella Etelburga e re Edwin di Northumbria, riprendendo poi con sé lei e Paolino di York alla morte di Edwin nel 633. Eadbald sposò la principessa franca Emma, figlia di re Teodeberto II di Austrasia, forse nel 624, da cui ebbe un figlio, Eorcenberht, che poi diventerà re.
Rimane oggi una moneta d'oro di Eadbald, battuta a Londra con l'incisione: "AVDVARLD".